# Parkway Drive
Parkway Drive es una banda australiana de metalcore procedente de Byron Bay, Nueva Gales del Sur, Australia. Fue formada en 2003. Hasta 2022, Parkway Drive ha lanzado siete álbumes: Killing with a Smile, Horizons, Deep Blue, Atlas, IRE, Reverence y su reciente álbum Darker Still; además de un EP, dos DVD y un libro; Ten Years of Parkway Drive. Varios de sus álbumes alcanzaron el puesto más alto en el top 10 de la Australian ARIA Graphic. Al día de hoy (2019) la banda australiana encabeza más de un festival, entre los más grandes W:O:A y Resurrection Fest.

## Historia

### Formación yKilling with a Smile
Parkway Drive se formó en 2003. El nombre de la banda tiene origen en su ciudad natal, Nueva Gales del Sur, dónde el grupo ensayaba en la casa de uno de los miembros, llamada "Parkway House", en Parkway Drive - el nombre de la calle. No mucho después de su progreso, lanzaron un álbum split junto con la banda de metalcore, I Killed the Prom Queen titulado "I Killed the Prom Queen / Parkway Drive: Split CD" en el año 2003. Parkway Drive también hizo una aparición en The Red Sea Compilation What We've Built y luego lanzaron un EP titulado Don't Close Your Eyes. Después del lanzamiento de este, su bajista original, Brett Versteeg, se separó de la banda y fue remplazado por Shaun Cash.
Luego de varias giras por Australia, Europa y varios países, formando una fuerte base de fanes en su país natal, en mayo del 2004 viajaron a los Estados Unidos para grabar su primer álbum con el productor Adam Dutkiewicz, también guitarrista de la banda de metalcore Killswitch Engage. El álbum debut de la banda titulado Killing with a Smile fue lanzado en agosto del 2005 y vendió alrededor de unas 30 000 copias en Australia. 
En junio de 2006, firmaron con Epitaph Records, los cuales lanzaron su álbum debut a la venta en los Estados Unidos durante agosto de ese mismo año. En mayo del 2006, el bajista Shaun Cash dejó la banda por razones personales y con el apoyo de toda la banda. La banda encontró un reemplazo en un amigo de todos los tiempos, Jia "Pie" O'Connor , el cual no sabía tocar el bajo y tuvo 3 días para aprender todas las canciones. 
Con el lanzamiento de su álbum debut y con el apoyo de sus fanes, empezaron a ganar terreno en el ámbito musical de la escena y liderando muchísimos tours, conseguían más fanes, desde tours en Australia, Estados Unidos y Europa. En ocasiones participaban de festivales de música importantes como el Soundwave Festival de Australia.

### Horizons(2007–2009)
Su segundo álbum de estudio, titulado Horizons fue lanzado el 6 de octubre de 2007, también producido por Adam Dutkiewicz.
El álbum fue aclamado muy positivamente por la crítica en general y aficionados por igual. Este debutó en el puesto número 6 de la lista de ARIA, la lista de los discos más vendidos de la semana en Australia. Después de su lanzamiento, comenzaron una gira por los Estados Unidos, Australia y Europa con bandas como Killswitch Engage, Bury Your Dead, Darkest Hour entre otras. Entre las numerosas giras que realizaron tras el lanzamiento de Horizons, la que más se destacaron fue la Sweatfest, en la cual viajaron por toda Australia. En 2009, encabezaron un tour en los Estados Unidos junto con Stick to Your Guns y Mychildren Mybride, realizaron una gira por Japón junto con Shai Hulud y Crystal Lake, tocaron en importantes festivales como The Bamboozle en Nueva Jersey y en el Download Festival de Inglaterra. 
En mayo del 2009, Parkway Drive anunció que estaban por lanzar un DVD, el cual tenía una actuación en vivo y un documental del nacimiento y progreso de la banda.

### Deep Blue(2011–2012)
El 23 de marzo de 2010, Parkway Drive entró en el estudio para comenzar a grabar su tercer álbum, Deep Blue, con el productor Joe Barresi. Según su vocalista Winston McCall, este iba a ser su álbum más crudo y pesado hasta la fecha. De acuerdo con un blog que se publica en Myspace el 1 de abril de 2010, habían terminado la grabación de la batería para el álbum. De acuerdo en un blog publicado el 8 de abril de 2010, Parkway Drive se media terminó con guitarras rítmicas, el bajo y la voz para el próximo álbum aún sin título. El 17 de abril de 2010, Parkway Drive ha anunciado oficialmente que terminaron la grabación del próximo álbum, y ha añadido un video de estudio a su Myspace. El 26 de abril, el vocalista Winston McCall reveló en una entrevista de dos nuevos títulos de canciones: "Home Is For The Heartless" (feat. Brett Gurewitz de Bad Religion) y "Hollow" (feat. Marshall Lichtenwaldt de The Warriors). Este álbum los llevó a un Tour mundial, donde recorrieron Europa, América, Asia y algunos países de África. Posteriormente lanzaron un DVD llamado Home Is for the Heartless, en el cual se muestran las principales paradas de la banda durante el Tour, experiencias, y emociones de los integrantes al momento de conocer nuevas culturas.

### Atlas(2012–2013)
Atlas es el cuarto álbum de la banda australiana. Fue grabado en Los Ángeles, California y lanzado el 26 de octubre de 2012 en Australia, el 29 en el Reino Unido y el 30 en Estados Unidos. A partir de este momento el sonido de la banda abandona el Metalcore pesado y transforma su sonido a un Heavy metal actualizado con elementos del Nu metal, Power metal o Metalcore melódico, añadiendo más voces melódicas y cambios en las canciones.
El 9 de septiembre de 2012, Parkway Drive lanzó el primer sencillo de Atlas, Dark Days junto con un video musical. El 16 de octubre,” Old Ghosts / New Regrets “, fue lanzado por Parkway Drive a través de Epitaph Records.

### IRE(2014-2017)
En febrero de 2014, Parkway Drive anunció que participaría en la edición de 2014 del festival Warped Tour en el escenario principal. El 11 de abril anuncian en su cuenta de Instagram que la banda está escribiendo un nuevo álbum. El 4 de junio de 2015 el grupo deja ver una letra de su quinto álbum de estudio, pero el mismo día se filtra la portada entera de este. El disco se llama IRE, y su primer sencillo, "Vice Grip", se presenta al público el 8 de junio de 2015, con videoclip incluido. La fecha de lanzamiento de IRE finalmente es el 25 de septiembre del mismo año.

### Reverence(2018-2021)
En mayo de 2017, la banda anunció que estaban trabajando en un nuevo álbum. El vocalista Winston McCall dijo que el álbum sería "más agresivo" que su predecesor Ire. Se esperaba que el álbum fuera lanzado en algún momento de 2018. El 27 de febrero de 2018, la banda lanzó Wishing Wells, que es el primer sencillo de su próximo sexto álbum, cuyo nombre aún no se ha anunciado. El 13 de marzo de 2018, la banda anunció que su sexto álbum de estudio titulado Reverence sería lanzado el 4 de mayo de 2018. El segundo sencillo titulado The Void fue lanzado junto con este anuncio. Un tercer sencillo titulado Prey fue lanzado el 24 de abril de 2018. Tras el lanzamiento de Reverence, la banda anunció la gira norteamericana con August Burns Red y Devil Wears Prada comenzando el 30 de agosto desde San Diego, California y terminando el 23 de septiembre en Hollywood.
La banda anunció la gira mundial "Viva the Underdogs" para celebrar el lanzamiento de Viva the Underdogs. La parte europea de la gira se anunció el 27 de noviembre de 2019 con Venom Prison, Stick to Your Guns y Hatebreed como seguidores. La parte australiana se anunció el 9 de diciembre de 2019 con Every Time I Die y Hatebreed como partidarios. La parte de América del Norte se anunció el 18 de febrero de 2020 con Hatebreed, Knocked Loose y Fit for a King como seguidores, y la gira sería la primera vez que Parkway Drive usará sus pirotecnia en América del Norte. Las tres partes de la gira se han pospuesto para diferentes fechas en 2021 y 2022 debido a la pandemia de COVID-19.

### Darker Still(2022-presente)
El 11 de enero de 2022, la banda anunció una gira por América del Norte en mayo y junio, con el apoyo de Hatebreed, The Black Dahlia Murder y Stick to Your Guns. Sin embargo, el 6 de abril anunciaron la cancelación de la gira, afirmando que "la naturaleza implacable de estar en esta banda nos ha dado muy poco tiempo para reflexionar sobre quiénes somos como individuos, quiénes queremos ser y el costo que tiene" asumiendo nosotros mismos y nuestras amistades". El 23 de mayo, se anunció que, por su salud mental, Parkway Drive se tomaría un descanso de la actividad, pero aclaró que "llegaron para quedarse".
El 7 de junio, luego de una serie de teasers publicados en varias redes sociales, la banda presentó un nuevo sencillo titulado "Glitch" junto con un video musical. El 8 de junio, la banda anunció que su gira europea de otoño de 2022 con Lorna Shore y While She Sleeps continuaría según lo programado con un cambio de marca y nueva música para acompañar dicha gira. El 6 de julio, la banda lanzó el segundo sencillo "The Greatest Fear" y su correspondiente video musical. Al mismo tiempo, anunciaron oficialmente que su próximo séptimo álbum de estudio, Darker Still se lanzará el 9 de septiembre de 2022, y también revelaron la portada del álbum y la lista de canciones.

## Miembros

### Miembros actuales
- Winston McCall – voz (2002–presente)
- Jeff Ling – guitarra solista (2002–presente)
- Luke Kilpatrick – guitarra rítmica (2002–presente)
- Ben Gordon – batería (2002–presente)
- Jia O'Connor – bajo (2006–presente)

### Antiguos miembros
- Brett Versteeg - bajo, voz clara (2002-2004)
- Shaun Cash - bajo (2004-2006)

## Discografía
Álbumes de estudio
- 2005 - Killing With a Smile
- 2007 - Horizons
- 2010 - Deep Blue
- 2012 - Atlas
- 2015 - Ire
- 2018 - Reverence
- 2022 - Darker Still

### EP
| Año  | Detalle                                                                               |
| ---- | ------------------------------------------------------------------------------------- |
| 2004 | Don't Close Your Eyes - Lanzamiento: 2004 - Discografía: Resist Records - Formato: CD |

### Split
| Año  | Detalle                                                                                               |
| ---- | --- |
| 2003 | I Killed the Prom Queen / Parkway Drive - Lanzamiento: 2003 - Discografía: Final Prayer - Formato: CD |

### Videoclips
| Año  | Título                    | Álbum                | Director             |
| ---- | ------------------------- | -------------------- | -------------------- |
| 2006 | "Smoke 'Em If Ya Got 'Em" | Killing with a Smile | sin información      |
| 2007 | "Boneyards"               | Horizons             | sin información      |
| 2010 | "Sleepwalker"             | Deep Blue            | sin información      |
| 2011 | "Karma"                   | Deep Blue            | sin información      |
| 2011 | "Unrest"                  | Deep Blue            | sin información      |
| 2012 | "Dark Days"               | Atlas                | Aaron Hymes          |
| 2013 | "Wild Eyes"               | Atlas                | Aaron Hymes          |
| 2015 | "Vice Grip"               | Ire                  | Frankie Nasso        |
| 2015 | "Crushed"                 | Ire                  | George Hadjichristou |
| 2016 | "Bottom Feeder"           | Ire                  | Third Eye Visuals    |
| 2016 | "Devil's Calling"         | Ire                  | sin información      |
| 2018 | "The Void"                | Reverence            | Allan Hardy          |
| 2018 | "Wishing Wells"           | Reverence            | Third Eye Visuals    |
| 2018 | "Prey"                    | Reverence            | Neal Walters         |
| 2022 | Glitch                    | Darker Still         | Josh Weier           |